# Chinesische Baumschlinge
Die Chinesische Baumschlinge (Periploca sepium, chinesisch 杠柳, Pinyin gàng liǔ) ist eine Pflanzenart aus der Familie der Hundsgiftgewächse (Apocynaceae).

## Merkmale
Die Chinesische Baumschlinge ist ein laubabwerfender Strauch mit einer Wuchshöhe von bis zu 4 Metern. Die Laubblätter sind länglich-oval mit dreieckigem Grund und zugespitzter Spitze bei einer Länge von 5 bis 9 Zentimeter und einer Breite von 1,5 bis 2,5 Zentimetern. Sie tragen 20 bis 25 Queradern. Der Blattstiel ist zirka 0,5 Zentimeter lang.
Die zymösen, oft paarigen Blütenstände tragen wenige Blüten und stehen an kurzen Seitenzweigen. Die Blüten stehen an einem etwa 2 Zentimeter langen Stiel. Die Kelchblätter sind rundlich, dreieckig und 2 bis 3 Millimeter lang. Die Blütenkrone ist purpurn  bei einem Durchmesser von zirka 1,5 Zentimeter. Die einzelnen Kronblätter sind zu einer etwa 3 Millimeter langen Röhre verwachsen, die freien Zipfel sind etwa 8 Millimeter lang, länglich-eiförmig und glänzend. Ihre Außenseite ist unbehaart, innen tragen sie besonders zur Mitte hin Haare, im Zentrum sitzt ein kahler Fleck. Die Nebenkrone ist kahl. Die Blütezeit liegt von Mai bis Juni.
Die Balgfrüchte sind zylindrisch, 7 bis 12 Zentimeter lang und an der Spitze häufig paarig verbunden. Früchte werden von Juni bis Juli getragen.
Der Chromosomensatz beträgt 2n = 22.

## Vorkommen
Die Chinesische Baumschlinge kommt auf dem chinesischen Festland mit Ausnahme der Provinzen Guangdong, Guangxi, Hainan vor und außerdem im fernöstlichen asiatischen Russland. Der Lebensraum sind Ebenen, Hänge und Waldränder.

## Verwendung
Die Chinesische Baumschlinge wird in der traditionellen chinesischen Medizin zur Behandlung rheumatischer Arthritis verwendet. In Laborversuchen konnte eine hemmende Wirkung des Pflanzenextrakts auf Wachstum und Interleukin-6-Ausschüttung von Fibroblasten aus rheumatischem Gewebe nachgewiesen werden. Ferner legt eine Studie an Mäusen mit dem aus der Chinesischen Baumschlinge isolierten Stoff Periplocosid A einen schützenden Effekt auf Lebergewebe im Fall von Autoimmun-Hepatitis nahe. In der Studie wurden in Mäusen eine T-Zellen vermittelte Hepatites durch Concanavalin A ausgelöst. Eine Vorbehandlung mit Periplocosid A verringerte den Leberschaden erheblich. Die Verhinderung der Nekrose der Leberzellen hängt wahrscheinlich mit der erheblichen Verringerung der die Ausschüttung von interleukin (IL)-4, interferon (IFN)-gamma and serum alanin transaminase (ALT) Niveaus durch Periplocosid A zusammen. In vitro Studien zeigten das Periplocosid A  die Ausschüttung von entzündungsfördernden Zytokinen wie IL-4 und IL-17 sowie (IFN)-gamma unterdrückt.  Zudem wurde keine offensichtliche Toxizität beobachtet.